# My Little Pony: Equestria Girls (curtas de 2017)
My Little Pony: Equestria Girls (também conhecido como My Little Pony: Equestria Girls – Summertime Shorts), é uma série animada de curtas-metragens e videoclipes de 2017; baseado na franquia do mesmo nome, e um spin-off da série animada My Little Pony: A Amizade É Mágica da Hasbro. Primeiro foi os Curtas de Canterlot, produzidos pela Boulder Media Limited da Irlanda e segundo foi os Videoclipes musicais, produzidos pela DHX Media do Canadá. Primeiros 9 curtas e 4 videoclipes foram exibidos em 30 de julho de 2017, que faz parte do evento promocional de temporada do canal Discovery Family, Summer Splash. Os dois últimos videoclipes foram exibidos em 22 de setembro de 2017, no aplicativo móvel Discovery Family Go!.
No Brasil, os curtas foram exibidos no feriado de Finados, em 2 de novembro de 2017, transmitido no canal oficial da Hasbro no YouTube.

## Produção e desenvolvimento
Na dublagem russa de Mad Twience e Get the Show on the Road foram lançadas online em Março de 2017.
Make Up Shake Up, Raise This Roof, Pet Project, Subs Rock, Epic Fails e The Canterlot Movie Club foram apresentados pela primeira vez na revista "Signature My Little Pony Equestria Girls" (edições 13 e 14) e nos quadrinhos Make-Up Shake Up, Raise the Roof, Subs Rock, Epic Fails e The Canterlot Movie Club. Leaping Off the Page foi apresentado pela primeira vez como revista polonesa "Niesamowita księga".
De acordo com Katrina Hadley, a DHX Media do Canadá produziu os videoclipes musicais enquanto a Boulder Media Limited da Irlanda produziu curtas de Canterlot.

## Elenco
| Personagens                           | Voz original em inglês                  | Dublador brasileiro                     |
| Principais                            | Principais                              | Principais                              |
| ------------------------------------- | --------------------------------------- | --------------------------------------- |
| Twilight Sparkle                      | Tara Strong Rebecca Shoichet (cantando) | Bianca Alencar Victória Kühl (cantando) |
| Sunset Shimmer                        | Rebecca Shoichet                        | Fernanda Bullara                        |
| Applejack/Rainbow Dash                | Ashleigh Ball                           | Samira Fernandes/Silvia Suzy            |
| Fluttershy/Pinkie Pie                 | Andrea Libman                           | Priscila Ferreira/Tatiane Keplmair      |
| Rarity                                | Tabitha St. Germain                     | Priscila Franco                         |
| Spike                                 | Cathy Weseluck                          | Francisco Freitas                       |
| Secundários                           |                                         |                                         |
| Photo Finish/Vovó Smith               | Tabitha St. Germain                     | TDA/Zayra Zordan                        |
| Apple Bloom                           | Michelle Creber                         | Isabella Guarnieri                      |
| Scootaloo                             | Madeleine Peters                        | Leila de Castro                         |
| Diretora Celestia/Senhorita Cheerilee | Nicole Oliver                           | Denise Reis/TDA                         |
| Sweetie Belle                         | Claire Corlett                          | Luciana Baroli                          |

## Curtas-metragens

### Curtas de Canterlot
Primeira parte, intitulado Curtas de Canterlot, foram exibidos no YouTube.
| # | Título                                                                                             | Escrito por       | Exibição original                                                  |
| --- | -------------------------------------------------------------------------------------------------- | ----------------- | ------------------------------------------------------------------ |
| 1 | "Arrasando na Maquiagem (BR) Mete e tira Maquilhagem (PT)" "Make Up Shake Up"                      | Gillian M. Berrow | 2 de novembro de 2017 2 de novembro de 2017 30 de julho de 2017    |
| Pouco antes do começo do Baile de Outono, Rarity termina de se arrumar e ajeitar a sua maquiagem. Ela se oferece para maquiar Applejack também, mas a garota recusa. Após um pouco de encorajamento de suas amigas, Applejack hesitantemente concorda. Quando Rarity termina, Applejack não fica satisfeita com o resultado e pede a Rarity para tirar um pouco da maquiagem. No final, Applejack está exatamente igual ao que era antes de Rarity ter começado, muito para o desprezo de Rarity. | |                   |                                                                    |
| 2 | "O Dia da Foto (BR) A História de uma Máquina Fotográfica (PT)" "A Photo Booth Story"              | Gillian M. Berrow | 2 de novembro de 2017 2 de novembro de 2017 30 de julho de 2017    |
| No Baile de Outono, Photo Finish está encarregada como fotógrafa da dança. Após tirar a foto das Cutie Mark Crusaders, ela fica insatisfeita com a foto. Quando as Equestria Girls posam para a sua foto, Photo Finish sugere adicionar um pouco de estilo, com a ajuda de Pixel Pizzaz. As garotas tiram várias fotos com diversos acessórios e fantasias, incluindo um visual baseado em Sherlock Holmes para a Princesa Twilight e Pinkie Pie, e rainha e borboleta para Rarity—tudo enquanto Rainbow Dash e Applejack fazem pegadinhas ao fundo. No entanto durante uma das fotos, as asas da Rarity começam a brevemente pegar fogo. Quando elas terminam, Photo Finish declara que esse é o auge da sua carreira de fotógrafa e faz a sua saída habitual. Enquanto as garotas riem, Rarity pergunta se ela pode ficar com as asas. | |                   |                                                                    |
| 3 | "Duelo de Dança (BR) Toca a Dançar (PT)" "Raise This Roof"                                         | Gillian M. Berrow | 2 de novembro de 2017 2 de novembro de 2017 30 de julho de 2017    |
| Enquanto o Baile de Outono acontece, uma música a country que Applejack pediu começa a tocar. Applejack convida a sua irmã caçula Apple Bloom para se juntar a ela em uma dança. Vendo a dança como um desafio, Rainbow Dash convida Scootaloo para se juntar a ela na pista de dança com um estilo hip-hop breakdance. Quando o desafio de dança fica agressivo e Applejack e Rainbow se deixam levar pela competição, Apple Bloom e Scootaloo se separam de suas irmãs. Após ouvir a sugestão de Apple Bloom, ela e Scootaloo começam a sua própria dança, vencendo a competição e recebendo um troféu de Pinkie. Applejack e Rainbow inicialmente ficam decepcionadas com as Crusaders, mas logo as cumprimentam e Rainbow Dash pede uma revanche. | |                   |                                                                    |
| 4 | "Uma Torcida do Barulho (BR) Tudo para Apoiar (PT)" "Steps of Pep"                                 | Gillian M. Berrow | 2 de novembro de 2017 2 de novembro de 2017 30 de julho de 2017    |
| Fluttershy se junta ao clube de torcida de Pinkie Pie na Escola Canterlot High e juntas elas torcem para o time da casa durante uma partida de futebol entre os Wondercolts e os Shadowbolts. Infelizmente, enquanto Pinkie é capaz de facilmente levantar a torcida, Fluttershy não é capaz de falar mais alto do que um sussurro. Após o jogo Pinkie ensina Fluttershy a como torcer de maneira adequada durante um ensaio dos Wondertones e elas depois torcem para o clube de xadrez da escola, no qual requer que elas fiquem em silêncio. | |                   |                                                                    |
| 5 | "Escolhendo um Bichinho (BR) Projeto Animal de Estimação (PT)" "Pet Project"                       | Gillian M. Berrow | 6 de novembro de 2017 6 de novembro de 2017 5 de agosto de 2017    |
| Fluttershy dá um banho nos animais de estimação de suas amigas em preparação para uma seção de fotos como parte de um calendário beneficente para levantar dinheiro para o abrigo de animais. Sunset Shimmer quer contribuir, mas ela não tem um animal de estimação próprio. Fluttershy pergunta se ela quer um, mas Sunset afirma não saber o qual escolher. mais tarde durante a seção de fotos na sala de música da escola Canterlot High, Sunset fica encantada com a fofura dos animais de estimação de suas amigas e pede ajuda a Fluttershy para encontrar um animal para si. No abrigo de animais, Fluttershy mostra a Sunset uma variedade de animais para escolher, mas nenhum deles chama a atenção da garota. Então ela vê e se encanta com uma pequena lagartixa-leopardo, chamando-o de "um raio de luz do sol". Algum tempo depois, a seção de fotos continua com o animal recentemente adotado de Sunset Shimmer, Ray sendo incluído.         | |                   |                                                                    |
| 6 | "Substituta de Arrasar (BR) Rochas Substitutas (PT)" "Subs Rock"                                   | Gillian M. Berrow | 6 de novembro de 2017 6 de novembro de 2017 5 de agosto de 2017    |
| A Diretora Celestia assume como professora substituta, muito para a animação de Twilight. No entanto, antes que ela possa começar a aula de Geologia, a Senhorita Cheerilee a chama para a biblioteca. Quando ela retorna para a sala de aula, ela tenta continuar a aula apenas para que a Vovó Smith a interrompa pedindo por ajuda na lanchonete. Após retornar para a sala uma terceira vez, Celestia é interrompida novamente, dessa vez por Rainbow Dash chutando uma bola na parede externa da sala. Na quarta vez, o telefone da sala toca e Celestia é chamada para lidar com um problema não especificado. Celestia retorna novamente confiante de que essa fora a interrupção final, mas o sinal da escola toca e a aula termina, muito para o desapontamento de Celestia. | |                   |                                                                    |
| 7 | "A Arte da Amizade (BR/PT)" "The Art of Friendship"                                                | Gillian M. Berrow | 6 de novembro de 2017 6 de novembro de 2017 12 de agosto de 2017   |
| Durante a aula de arte, Pinkie Pie está lutando para escolher uma ideia para sua pintura. Depois de uma pequena conversa com Sunset Shimmer, Pinkie Pie tenta várias ideias. Primeiro, para "tirar sucos criativos fluindo na mente", Pinkie Pie bebe várias onças de suco de frutas da Vovó Smith na lanchonete. Mais tarde, para se conectar com a natureza, Pinkie Pie passa por uma árvore e medita. Mas quando isso não funciona, ela imita alguns pássaros ao se vestir como um deles, se cansa muito para seu aborrecimento. Ela mais tarde tenta criar uma música, que acaba batendo suas baquetas em vários objetos, inclusive no balde na classe de arte. Por sorte, depois de Sunset Shimmer descrever que ela pintou algo que a faz sentir feliz, como girassóis, Pinkie Pie rapidamente pinta um retrato de Sunset Shimmer, dizendo que amigos como ela a deixavam feliz.                                                                         | |                   |                                                                    |
| 8 | "Clube de Filmes de Canterlot (BR) O Clube de Filmes de Canterlot (PT)" "The Canterlot Movie Club" | Gillian M. Berrow | 6 de novembro de 2017 6 de novembro de 2017 20 de agosto de 2017   |
| Apple Bloom, Scootaloo e Sweetie Belle estão prestes a assistir o novo filme Daring Do quando Pinkie Pie pede ajuda para encontrar o seu jacaré recheado Gummy. Vendo uma chance de aventura, as meninas procuram o lobby do cinema e as latas de lixo atrás do prédio, então, percebem Gummy é como um dos prêmios dentro da máquina de garra pelúcias. Scootaloo joga o jogo e extrai com sucesso o Gummy, e as meninas dão a boneca de volta à Pinkie, logo a tempo para o início do filme. | |                   |                                                                    |
| 9 | "Vivendo á História (BR) Saltar da Página (PT)" "Leaping Off the Page"                             | Gillian M. Berrow | 6 de novembro de 2017 6 de novembro de 2017 27 de agosto de 2017   |
| Rainbow Dash instala-se para ler um de seus romances Daring Do e se imagina como fosse a protagonista. Ela foge pela selva com seu rival, cuja voz consiste apenas em buzinas de carro, então encontra um pássaro cuja chamada é um toque de telefone celular. À medida que a estátua está parada em desmoronados sob seus pés, ela encaixa de volta à realidade - agora sentada em cima de seu guarda-roupa - quando Twilight Sparkle e Rarity chegam em seu quarto. Ela estava tão absorvida na história que ela ignorou o toque do chifre de Applejack e o toque de seu próprio telefone, antes de entrar no guarda-roupa. A Reinbow Dash sobe, joga o livro de lado, e deixa-se juntar as meninas para ir para ver o filme "Daring Do". | |                   |                                                                    |
| 10 | "Pagando Mico (BR) Quedas Épicas (PT)" "Epic Fails"                                                | Gillian M. Berrow | 11 de novembro de 2017 11 de novembro de 2017 27 de agosto de 2017 |
| Enquanto as meninas estão almoçando, Rarity mostra-lhes uma revista de fofocas que contém fotos de Countess Coloratura sofrendo uma queda embaraçosa durante a aula de ioga. Eles refletem em particular seus próprios momentos humilhantes: um experimento explodindo e cobrindo Twilight Sparkle e Spike em lodo, Applejack e Pinkie Pie queimando um lote de tortas e desencadeando o detector de fumaça e aspersores, a Rainbow Dash dando uma exibição no loja de mercadorias esportivos com um chute de futebol malicioso, Fluttershy obtendo um penteado estranho de um bando de pássaros, e Rarity e Sunset Shimmer ambos envergonhando-se na frente do menino sobre um pedaço de alface preso nos dentes de Rarity. À medida que as meninas saem da cafeteria, deslizam no pedaço de chão molhado e caem no monte, em plena visão dos outros alunos, mas eles riem do fumble. Nota: Este foi ultimo curta, mas no YouTube está mostrando como quinto. | |                   |                                                                    |

### Videoclipes musicais
Segunda parte, intitulado Videoclipes musicais, foram exibidos também no YouTube.
| # | Título                                                                                           | Escrito por                  | Exibição original                                                |
| --- | ------------------------------------------------------------------------------------------------ | ---------------------------- | ---------------------------------------------------------------- |
| 1 | "A Ciência é Assim (BR) Loucura a Duplicar (PT)" "Mad Twience"                                   | John Boyd                    | 14 de agosto de 2017 14 de agosto de 2017 30 de julho de 2017    |
| Em uma decolagem de Frankenstein, Twilight Sparkle trabalha em um projeto secreto em seu laboratório doméstico durante uma noite de tempestade com a ajuda do cão Spike. Depois de uma longa sessão de busca de notas e esquemas, depuração do código de computador e montagem de hardware, ela revela o resultado final - um amigo cachorro robótico para o Spike jogar. |                                                                                                  |                              |                                                                  |
| 2 | "A Segunda é Ruim Demais (BR) Tristeza de Segunda-feira (PT)" "Monday Blues"                     | John Bovd                    | 2 de novembro de 2017 1 de novembro de 2017 4 de agosto de 2017  |
| A manhã de segunda-feira, começa de forma muito diferente para Sunset Shimmer e Twilight Sparkle, com Sunset dormindo demais e Twilight rapidamente se preparando. Uma tempestade bate logo que elas deixam suas casas para ir à escola, e ambos enfrentam várias frustrações e obstáculos ao longo do caminho. Quando elas chegam a Canterlot High, elas acham que o resto de suas amigas teve seus próprios problemas para chegar à escola. As meninas compartilham uma risada sobre seus infortúnios, e Pinkie Pie leva uma selfie do grupo, com seu telefone celular. |                                                                                                  |                              |                                                                  |
| 3 | "Vai Mexendo! (BR) Agita as Coisas (PT)" "Shake Things!"                                         | Mason Rather                 | 6 de novembro de 2017 2 de novembro de 2017 11 de agosto de 2017 |
| Trabalhando em seu trabalho, em tempo parcial em um bar de suco no Canterlot Mall, Applejack está entediada e cansada de fazer as mesmas bebidas todos os dias. Ao cortar maçãs, ela encontra uma beterraba e decide se tornar criativa com suas bebidas, misturando novas combinações de frutas e vegetais. Suas habilidades chamativas de mistura de bebidas lentamente atraem uma multidão de clientes, que apreciam os novos produtos. |                                                                                                  |                              |                                                                  |
| 4 | "Vamos Colocar o Show na Estrada (BR) Vamos là pôr isto a andar (PT)" "Get the Show on the Road" | Chris Jackson (canção única) | 4 de novembro de 2017 4 de novembro de 2017 27 de agosto de 2017 |
| Os Rainbooms estão prestes a fazer uma turnê, mas o ônibus que a Applejack encontra para usar é um veículo quebrado. Com o planejamento de Twilight Sparkle e a ajuda de seus poderes, eles reparam e repintam em curto prazo. |                                                                                                  |                              |                                                                  |
| 5 | "Coinky-Dink World"                                                                              | Mason Rather                 | Nunca Foi Exibido 22 de setembro de 2017                         |
| Pinkie Pie trabalha como garçonete em um restaurante dos anos 50 e tenta jogar um casamenteiro, com dois clientes nerds. |                                                                                                  |                              |                                                                  |
| 6 | "Good Vibes"                                                                                     | Daniel Ingram                | Nunca Foi Exibido 22 de setembro de 2017                         |
| Um deprimido Flash Sentry, ajuda Trixie para carregar uma carga de refrigerantes através do Canterlot Mall, estabelecendo um efeito dominó de boas ações, que melhora um dia ruim para os Rainbooms e alguns de seus amigos. O efeito entra no círculo, quando Sunset Shimmer dá a Flash, seu perdido de comer um sushi, para animá-lo. |                                                                                                  |                              |                                                                  |